# Brigitte Grouwels
Brigitte Francine Th. J. Grouwels (née à Hasselt, le 30 mai 1953) est une femme politique belge flamande, membre du CD&V, qui a exercé de 2004 à 2014, la fonction de ministre ou de secrétaire d'État au sein du gouvernement bruxellois.

## Les débuts
Brigitte Grouwels est, pendant ses études à l’université, membre des jeunes CVP. Après celles-ci (licences en Sciences commerciales et consulaires (LUC), candidatures en philologie et histoire orientales (KULeuven), année préparatoire au doctorat d’université Paris Île-de-France), elle effectue un stage à la Commission européenne. Elle travaille ensuite, pendant 10 ans, pour le service d’études du CVP-PSC et, enfin, pour l'ONG de coopération au développement ACT (devenue Trias à la suite d'une fusion).

## Carrière politique
En 1992, elle est élue pour la première fois au sein du Parlement de la Région de Bruxelles-Capitale. En 1995, elle devient aussi membre du Parlement flamand. En 1997, elle devient ministre au sein du gouvernement flamand Van den Brande III où elle gère les compétences pour les Affaires bruxelloises et l’égalité des chances. Après les élections de 1999, le CVP ne fait plus partie du gouvernement flamand et elle devient chef de groupe du CVP au Parlement de la Région de Bruxelles-Capitale.
En 2001, Brigitte Grouwels publie un article, dans la revue séparatiste flamande Secessie, éditée par un journaliste, le mari d’une ex-députée fédérale du Vlaams Blok, où elle défend l’existence de la Région de Bruxelles Capitale. L’article est une grande plaidoirie pour une Région bruxelloise ouverte et tolérante dans laquelle les deux grandes Communautés du pays collaborent de manière intensive. Secessie était une revue indépendante qui publiait des contributions de mandataires politiques des grands partis. En tant que secrétaire d'État, elle fait appliquer des propositions afin d'encourager l'utilisation des deux langues nationales au ministère de la Région de Bruxelles-Capitale, que ce soit en améliorant la qualité des cours de langues, en encourageant l'utilisation pratique de ces langues, en préparant les contractuels ou les fonctionnaires à la réussite des examens linguistiques du Selor qui donnent droit à une prime de bilinguisme. Elle augmente aussi le montant de ces primes.
Brigitte Grouwels critique régulièrement la méconnaissance du néerlandais de la part de certains francophones de la région officiellement bilingue de Bruxelles. Elle est également connue pour avoir émis deux propositions originales : un projet de généralisation de l’utilisation du clavier d’ordinateur Qwerty (au lieu d’Azerty), qui est d’ailleurs utilisé dans tous les pays sauf la France et la Belgique et l'engagement d'un poète officiel flamand pour la Région de Bruxelles-Capitale à l’instar des poètes qui sont désignés dans un grand nombre de villes flamandes. Son slogan de campagne électorale est : « Minder Frans, meer Brigitte! » (« Moins de français, plus de Brigitte ! »). Avec ce slogan, elle a voulu insister sur le fait que Bruxelles est encore loin d’être bilingue. En 2004, le ministre sortant, Jos Chabert, reste tête de liste, mais le résultat du CD&V (le nouveau nom du CVP) n’est pas assez élevé à Bruxelles pour obtenir un poste de ministre. Jos Chabert cède la place à Brigitte Grouwels qui  devient alors secrétaire d’État pour la Région de Bruxelles-Capitale, chargée de la Fonction publique, l’Égalité des Chances et du Port de Bruxelles. Elle est également chargée du Bien-Être, de la Santé et de la Fonction publique au sein de la Commission communautaire flamande (VGC, Vlaamse Gemeenschapscommissie).
En décembre 2005, Brigitte Grouwels s'intéresse au sort des femmes violentées dans l'espace public et décide en assemblée parlementaire de commander une étude pour 2006 concernant la situation des femmes dans l'espace public et ce qu'elles y ressentent, tout en envisageant de créer des cours d'autodéfense spécifiques1. Comme secrétaire d'État bruxelloise à l'Égalité des Chances, Brigitte Grouwels accorde une attention particulière à l'amélioration de la situation socio-économique des femmes dans un contexte bruxellois afin que celles-ci puissent s’émanciper, 15 % des habitantes étant d'origine étrangère, dont 5 % originaires du Maroc.
En 2006, Brigitte Grouwels répond à la télévision belge francophone RTL-TVi qu'elle préférait être aidée par un Flamand bilingue incompétent plutôt que par un unilingue francophone hyper-compétent. Sa déclaration fait scandale. Aux yeux de beaucoup de francophones, Brigitte Grouwels semble être davantage une militante de la cause flamande que de la défense des Bruxellois2. Aux yeux de nombreux flamands, elle est avant tout une avocate des intérêts bruxellois. Dans le cadre du renouveau administratif, elle demande l'instauration d'un service de plaintes de la fonction publique régionale au sein du Ministère.
En 2009, aux élections du parlement bruxellois, elle s'est classée 103e aux voix de préférence avec 0,46 % des voix. Ce classement est toutefois peu pertinent étant donné que les candidats aux élections pour le Parlement de la Région de Bruxelles-Capitale se présentent par groupe linguistique. Dans le groupe linguistique néerlandophone, Grouwels se classe 5e. Durant la législature 2009-2014, elle est ministre au gouvernement de la Région de Bruxelles-Capitale chargée des Travaux publics et des Transports, du Port de Bruxelles et de la politique de l’Informatique. En tant que membre du collège de la Commission Communautaire Commune, elle est chargée de l’Aide aux personnes et de la Fonction publique. Pour le collège de la Communauté flamande, elle est responsable du Bien-être, de la Famille, du Patrimoine et des Médias.
Plus récemment, elle suscite une forte opposition
de Bruxellois, tant francophones
, 
que néerlandophones,,
par son projet de réaménagement de l'avenue du Port. Le projet d'un centre logistique pour poids-lourds,
dans le quartier maritime bordant le site de Tour et Taxis est aujourd'hui retravaillé en un projet de centre de distribution urbain.
Dans l’attente d’un réaménagement définitif, un trottoir et une piste cyclable sont aménagés des deux côtés de l’avenue du Port afin d’offrir davantage de confort aux piétons et cyclistes. En juillet 2013, le gouvernement bruxellois a demandé à la ministre Grouwels de lancer un nouveau projet préservant autant que possible les arbres de l’avenue du Port.
Brigitte Grouwels a inauguré récemment un site internet et une application mobile permettant aux citoyens de signaler des problèmes dans l’espace public à l’administration compétente : Fix My Street.
En 2014, elle est réélue députée bruxelloise, mais ne brigue plus de mandat exécutif au gouvernement bruxellois. Elle devient sénatrice déléguée par la Communauté flamande.

### Synoptique
- Députée bruxelloise :
  - du 31 janvier 1992 au 22 septembre 1997 en remplacement de Marie-Jeanne Schoenmaekers
  - depuis le 13 juin 1999 
    - sénatrice pour la communauté flamande (29-07-2014 - )
- Députée flamande élue de Bruxelles : 
  - du 4 juillet 1995 au 22 septembre 1997 (en tant que député bruxellois délégué)
  - du 6 juillet 1999 au 13 juin 2004
- secrétaire d'État bruxelloise pour le Port et la fonction publique (19-07-2004 - 19-07-2014)
- ministre flamande des affaires bruxelloises et de l'Égalité des chances (22-09-1997 - 12-07-1999)

## Décoration
- Commandeur de l'ordre de Léopold II (2009)[9]